# Zweedse dialecten
Het Zweeds is een gevarieerde taal met verschillende dialecten en het kent grote regionale verschillen. De neutrale standaardtaal, die het meest wordt gebruikt in de media en bij officiële gebeurtenissen, heet Rijkszweeds (rikssvenska). Het Zweeds gesproken op eilanden in Estland wordt Estland-Zweeds (estlandssvenska) genoemd. Het Zweeds gesproken in Finland wordt Finland-Zweeds (finlandssvenska) genoemd.

## Dialecten
De taalkundige definitie van een Zweeds dialect is een lokale variant die niet sterk onder invloed van de standaardtaal staat en waarvan de oorsprong teruggaat naar het Oudnoords. Veel dialecten, zoals die gesproken worden in Orsa, Dalarna of Närpes, Österbotten, hebben vaak vele kenmerkende fonetische en grammaticale aspecten, zoals het gebruik van het oude naamvalsysteem. Deze dialecten kunnen onbegrijpelijk zijn voor de meeste Zweden en de sprekers beheersen dan vaak ook het rikssvenska.

Dialecten zijn vaak zo lokaal dat ze soms alleen gesproken worden door mensen die aangesloten zijn bij een bepaalde parochie. De Zweedse dialecten worden over het algemeen opgedeeld in zes grote dialectstreken, die onderling een soortgelijke grammatica, uitspraak en vocabulaire hanteren. Voorbeelden van iedere groep staan hieronder weergegeven.

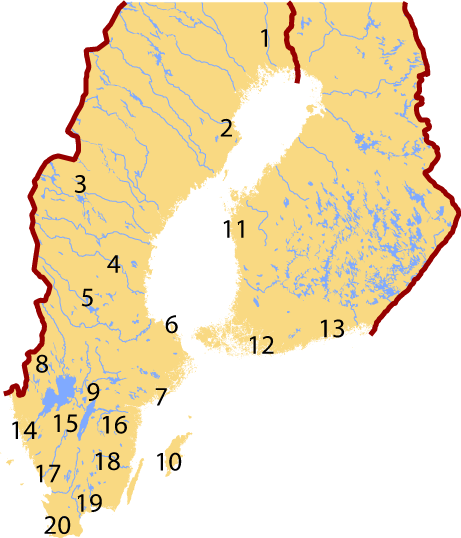
Kaart met de Zweedse dialecten die in het overzicht links als voorbeeld worden gegeven

- Norrländska mål — Norrland

1. Överkalix, Norrbotten; jongere vrouw
2. Burträsk, Västerbotten; oudere vrouw
3. Aspås, Jämtland; jongere man
4. Färila, Hälsingland; oudere man
- Sveamål — Svealand

5. Älvdalen, Dalarna; oudere vrouw
6. Gräsö, Uppland; oudere man
7. Sorunda, Södermanland; jongere man
9. Viby, Närke; oudere man
- Gotländska mål — Gotland

10. Sproge, Gotland; jongere vrouw
- Östsvenska mål — Åland en het Finse vasteland

11. Närpes, Österbotten; jongere vrouw
12. Dragsfjärd, Turku; oudere man
13. Borgå, Nyland; jongere man
- Götamål — west en noord Götaland, traditioneel met centrum in Västergötland

8. Köla, Värmland jongere vrouw
14. Orust, Bohuslän; oudere man
15. Floby, Västergötland; oudere vrouw
16. Rimforsa, Östergötland; oudere vrouw
17. Årstad-Heberg, Halland; jongere man
18. Stenberga, Småland; jongere vrouw
- Sydsvenska mål — Zuid-Zweden, inclusief Skåne, Blekinge, Zuid-Halland en Zuid-Småland

19. Jämshög, Blekinge; oudere vrouw
20. Bara, Skåne; oudere man
Voor meer informatie over het dialect van Skåne zie Skåns.
De geluidsfragmenten behoren tot SweDia, een Zweeds dialectonderzoeksproject, die een verzameling van 100 verschillende dialecten online heeft staan met vier verschillende sprekers uit ieder gebied: oudere vrouw, oudere man, jongere vrouw en jongere man. Het geeft een overzicht van hoe men er nu spreekt.

## Rikssvenska
Rikssvenska is de doorgaans gebruikte term voor de standaardtaal die voornamelijk ontstaan is uit de dialecten gesproken in de regio van Stockholm en is de taal die gebruikt wordt door de grote meerderheid van zowel Zweden als Finse Zweden. In Finland staat riksvenska beter bekend als Hoogzweeds (högsvenska) waarmee ze het finlandssvenska onderscheiden van de standaardtaal die in Zweden gesproken wordt. In Zweden wordt deze term als ouderwets ervaren. Rikssvenska kent vele verschillende regionale varianten die typerend zijn voor bepaalde delen van het land (regio's, streken, steden). In de media is het heel gewoon dat journalisten spreken met een regionaal accent.

## Finlandssvenska

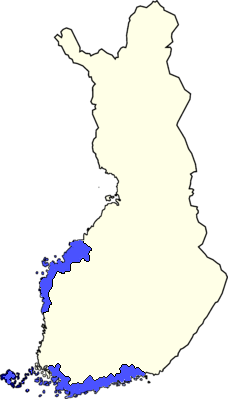
Gebied gemarkeerd in blauw is waar een Zweedstalige meerderheid woont.

Finland werd halverwege de 14e eeuw een deel van Zweden, maar werd verloren aan Rusland in 1809. Zweeds bleef de enige administratieve taal tot 1902 en was de dominerende taal op het gebied van cultuur en onderwijs tot Finland zelfstandig werd in 1917. In 2004 spreekt 5,53% van de Finse bevolking Zweeds als moedertaal. Sinds een onderwijshervorming in de jaren 70 van de 20e eeuw zijn Zweeds en Fins verplichte schoolvakken op het vasteland. Vanaf 2004 zijn beide talen verplicht als examenvak.
In de gesproken taal kent het finlandssvenska, vooral in gebieden waar het Fins domineert, veel Finse leenwoorden. Ook het Fins kent veel Zweedse leenwoorden, waaronder ook nieuwe leenwoorden die als slang gebruikt worden in Helsinki.

## Nieuwe dialecten
Shobresvenska of rinkebysvenska zijn de doorgaans gebruikte verzamelnamen van de varianten van het Zweeds die gesproken worden door de tweede en derde generatie immigranten. Het wordt voornamelijk gesproken door jongeren in immigrantenwijken in de voorsteden van Stockholm, Göteborg en Malmö.